# Dimitrij Rupel
Dimitrij Rupel (Ljubljana, 1946. április 7. –) szlovén politikus, külügyminiszter.

## Származása, tanulmányai
1970-ben szociológia szakon végzett a Ljubljanai Egyetemen, majd szociológiából doktori fokozatot szerzett az egyesült államokbeli Brandeis Egyetemen. A hetvenes és nyolcvanas években több kurzust tartott különböző kanadai és amerikai egyetemeken.

## Politikai tevékenysége
Az 1980-as évek végén más szlovén értelmiségiekkel együtt létrehozta a Nova Revija nevű ellenzéki, alternatív folyóiratot. A lap 57., tematikus száma, 1987-ben „Hozzájárulások a Szlovén Nemzeti Programhoz” címen jelent meg, számos szlovén értelmiségi, köztük Rupel elemző tanulmányával. 
1989-ben egyik alapítója és vezetője lett a Szlovén Demokratikus Unió (Slovenska demokratična zveza, SDZ) pártnak. A párt csatlakozott a Szlovén Demokratikus Ellenzék (DEMOS) pártszövetséghez, aminek Rupel alelnöke lett. A pártszövetség megnyerte az 1990-es, első szlovén demokratikus választásokat. Rupel a Lojze Peterle vezette, 1992 tavaszán megalakuló kormányban külügyminiszter lett. Posztját 1992 februárjáig töltötte be. Ezt követően a Ljubljanai Egyetemen tanított.
1991-ben a Szlovén Demokratikus Unió pártja kettévált. Rupel annak baloldali szárnyával tartott, többek között Jelko Kacinnal, Igor Bavčarral, és France Bučarral, és megalakították a Demokrata Pártot (Demokratska stranka), amelynek Rupel lett az elnöke. Az 1992-es választásokon a párt vereséget szenvedett, de Rupel bejutott a parlamentbe. 1994-ben Rupel pártjának nagy részével a Janez Drnovšek vezette Szlovén Liberális Demokrata Párthoz csatlakozott, míg a párt maradéka Szlovénia Demokrata Pártja (Demokratska stranka Slovenije) néven folytatta tevékenységét.
1994-ben megválasztották Ljubljana polgármesterének. Ezt a posztot 1997-ig töltötte be, amikor is Szlovénia washingtoni nagykövetévé nevezték ki.
Rupel 2000 februárjában újra külügyminiszter lett Drnovšek harmadik kormányában, de a kormányfő lemondása nyomán ő is távozott júniusban. Fél évvel később Drnovšek ismét kormányfő lett és decembertől megint Rupel töltötte be a külügyminiszteri posztot. 2004 júniusában Anton Rop akkori miniszterelnök politikai konfliktusuk miatt leváltotta őt a külügyminiszteri posztról. Ekkor elhagyta a kormánypártot és az ellenzéki jobbközép Szlovén Demokrata Párthoz csatlakozott. 2004 októberében ez a párt nyerte meg a választásokat és Rupel újra parlamenti mandátumot nyert, és újra külügyminiszter lett Janez Janša kormányában. 2005-ben, Szlovénia elnöksége idején az EBESZ elnöki posztját töltötte be.
2008 első felében, az EU szlovén elnöksége idején az EU külügyminiszteri tanácsának elnöki posztját töltötte be. A 2008-as választások után Borut Pahor miniszterelnök tanácsadója lett.

## Fordítás
Ez a szócikk részben vagy egészben a Dimitrij Rupel című szlovén Wikipédia-szócikk ezen változatának fordításán alapul.  Az eredeti cikk szerkesztőit annak laptörténete sorolja fel. Ez a jelzés csupán a megfogalmazás eredetét és a szerzői jogokat jelzi, nem szolgál a cikkben szereplő információk forrásmegjelöléseként.